# Vicia sericocarpa
Vicia sericocarpa — вид квіткових рослин з родини бобових (Fabaceae). Ареал: Іран, Ірак, Ізраїль, Йорданія, Ліван, Палестина, Сирія, Туреччина (азійська).

## Морфологічна характеристика
Однорічна рослина, приплюснуто-волосиста, 6–80 см, висхідна або лазяча. Листочки 3–8 парні, 5–18 × 1–3 мм, від лінійних до оберненояйцеподібних, тупі або усічені; прилистки ≈ 3 мм; вусики переважно розгалужені. Квітконіжка зазвичай значно коротша за чашечку, з 1 квіткою. Квітки 18–29 мм, сірчані або кремові. Чашечка ≈ 9–14 мм, горбкувата, з косим гирлом, густо притиснуто-волосата; зубці нерівні, рівні або коротші за трубку, лінійно-шилоподібні. Прапорець із широким відгином, голий. Біб 15–30 × 7–10 мм, довгасто-ромбоподібний, злегка набряклий, дзьобатий, густо ворсинчастий. Насінин 2–4. Період цвітіння: березень — червень.

## Середовище
Зростає на висоті від 20 до 2000 метрів над рівнем моря. Vicia sericocarpa зустрічається на порушених та недоторканих ділянках та на вапняковому покритті, цвіте з березня по липень. Також зустрічається на кам'янистих схилах пагорбів. Загрози для цього виду залишаються невідомими, хоча надмірний випас може впливати на цей вид.

## Використання
Має потенціал для використання як донор генів для покращення сільськогосподарських культур.